# Schwarzwälder Surrer

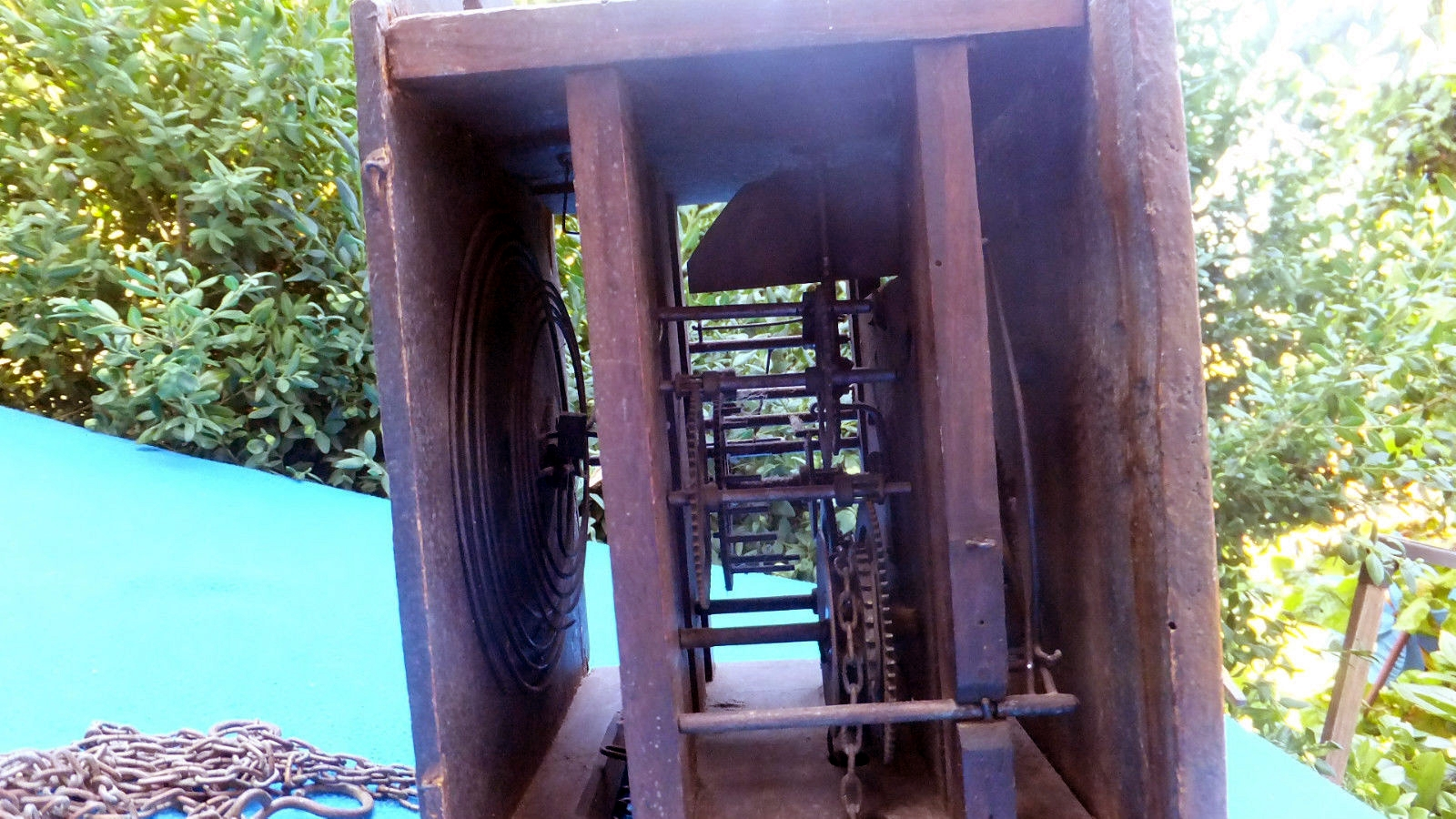
Schwarzwälder Surrerwerk

Der Schwarzwälder Surrer ist eine besondere Art der Lackschild-Uhr.
Er ist wesentlich seltener und deshalb bei Sammlern beliebt.
Er besitzt einen 4/4-Schlag Grande sonnerie und schlägt jede Viertelstunde (erst einmal, dann zweimal, dreimal und viermal) und zusätzlich die aktuelle volle Stunde auf jeweils zwei Tonfedern oder zwei Glocken. Selten jedoch auch zu finden sind Surrer mit „Italienischem Schlag“, sie schlagen die ersten 6 Stunden auf herkömmliche Art, die nächsten 6 Stunden dann jeweils nur einmal.
Zumeist und besonders in älteren Modellen haben diese Werke statt eines horizontalen einen vertikalen Windfang und besitzen keine Schlossscheibe, was den Vorteil hat, dass die aktuelle Schlagfolge manuell per Hebel wiederholt werden kann.
Es gibt Surrer mit Weckeinrichtungen und Aufzugsfedern, wie sie auch in den normalen Lackschilduhren zu finden sind.
Der Surrer darf nicht mit einer Lackschilduhr mit 3 Aufzugsgewichten, dem sogenannten „Dreigewichter“ verwechselt werden, hier wird der Viertelstundenschlag mit 2 Schlagwerken realisiert. Auch sind die Aufzugsgewichte bei Surrerwerken schwerer, ansonsten ist er äußerlich von anderen Lackschilduhren nicht zu unterscheiden.
Der Name Surrer bezieht sich auf das surrende Geräusch, das man besonders gut hört, wenn die Uhr eine niedrige Zahl schlägt (1 Uhr 15 Minuten), da das Hebnägelrad nach jeder Schlagfolge wieder in die Ausgangsposition gelangen muss, da dieses gestaffelte Stifte enthält und die Anzahl der Schläge mit bestimmt.